# Ronde van de Sarthe 2019
De 67e editie van de Ronde van de Sarthe vond plaats van 9 tot en met 12 april 2019. De start is in La Châtaigneraie, de finish in Sillé-le-Guillaume. De ronde maakte deel uit van de UCI Europe Tour 2019, in de categorie 2.1. In 2018 won de Fransman Guillaume Martin.

## Deelnemende ploegen
| World Tour       | Pro Continentaal         | Pro Continentaal         | Continentaal          |
| ---------------- | ------------------------ | ------------------------ | --------------------- |
| AG2R La Mondiale | Wanty-Gobert             | Direct Énergie           | Saint Michel-Auber 93 |
| Groupama-FDJ     | Israel Cycling Academy   | Corendon-Circus          |                       |
|                  | Vital Concept-B&B Hotels | Cofidis                  |                       |
|                  | Arkéa Samsic             | Delko Marseille Provence |                       |
|                  | Sport Vlaanderen-Baloise | Caja Rural-Seguros RGA   |                       |
|                  | Wallonie Bruxelles       | Roompot-Charles          |                       |
|                  | Androni-Sidermec         | Manzana Postobón Team    |                       |

## Etappe-overzicht
| etappe | datum    | start                             | finish                          | type       | afstand  | winnaar              | klassementsleider    |
| ------ | -------- | --------------------------------- | ------------------------------- | ---------- | -------- | -------------------- | -------------------- |
| 1e     | 9 april  | La Châtaigneraie                  | La Châtaigneraie                | Heuvelrit  | 180 km   | Mathieu van der Poel | Mathieu van der Poel |
| 2e     | 10 april | Freigné                           | Belligné                        | Vlakke rit | 172,1 km | Bryan Coquard        | Bryan Coquard        |
| 3e     | 11 april | Abbaye Royale de l’Épau (Le Mans) | Mont des Avaloirs (Pré-en-Pail) | Heuvelrit  | 184,3 km | Alexis Gougeard      | Alexis Gougeard      |
| 4e     | 12 april | Sillé-le-Guillaume                | Sillé-le-Guillaume              | Heuvelrit  | 186,3 km | Andrea Vendrame      | Alexis Gougeard      |

## Eindklassementen
| Plaats    | Naam                 | Ploeg                       | Tijd      |
| --------- | -------------------- | --------------------------- | --------- |
| Gele trui | Alexis Gougeard      | AG2R La Mondiale            | 17u56'08" |
| 2         | Quentin Pacher       | Vital Concept-B&B Hotels    | + 22"     |
| 3         | Oscar Riesebeek      | Roompot-Charles             | + 26"     |
| 4         | Patrick Müller       | Vital Concept-B&B Hotels    | + 29"     |
| 5         | Jhonatan Restrepo    | Manzana Postobón Team       | + 30"     |
| 6         | Dimitri Peyskens     | Wallonie-Bruxelles          | z.t.      |
| 7         | Clément Carisey      | Israel Cycling Academy      | + 45"     |
| 8         | Romain Combaud       | Delko Marseille Provence    | + 1'11"   |
| 9         | Andrea Vendrame      | Androni Giocattoli-Sidermec | + 1'13"   |
| 10        | Mathieu van der Poel | Corendon-Circus             | + 1'22"   |

| Plaats      | Naam                 | Ploeg                    | Punten |
| ----------- | -------------------- | ------------------------ | ------ |
| Groene trui | Bryan Coquard        | Vital Concept-B&B Hotels | 41     |
| 2           | Mathieu van der Poel | Corendon-Circus          | 39     |
| 3           | Romain Combaud       | Delko Marseille Provence | 36     |
|             |                      |                          |        |
| 15          | Aaron Verwilst       | Sport Vlaanderen-Baloise | 15     |

| Plaats    | Naam               | Ploeg                 | Punten |
| --------- | ------------------ | --------------------- | ------ |
| Roze trui | Juan Felipe Osorio | Manzana Postobón Team | 22     |
| 2         | Alexis Gougeard    | AG2R La Mondiale      | 15     |
| 3         | Arjen Livyns       | Roompot-Charles       | 12     |
|           |                    |                       |        |
| 16        | Oscar Riesebeek    | Roompot-Charles       | 1      |

| Plaats      | Naam                 | Ploeg                       | Tijd      |
| ----------- | -------------------- | --------------------------- | --------- |
| Blauwe trui | Patrick Müller       | Vital Concept-B&B Hotels    | 17u56'37" |
| 2           | Jhonatan Restrepo    | Manzana Postobón Team       | + 1"      |
| 3           | Andrea Vendrame      | Androni Giocattoli-Sidermec | + 44"     |
|             |                      |                             |           |
| 4           | Mathieu van der Poel | Corendon-Circus             | + 53"     |
| 5           | Julien Mortier       | Wallonie-Bruxelles          | + 2'53"   |

| Plaats | Ploeg                    | Tijd      |
| ------ | ------------------------ | --------- |
|        | Roompot-Charles          | 53u51'54" |
| 2      | Wallonie-Bruxelles       | + 1'48"   |
| 3      | Vital Concept-B&B Hotels | + 6'32"   |

2005 · 
2006 · 
2007 · 
2008 · 
2009 · 
2010 · 
2011 · 
2012 · 
2013 · 
2014 · 
2015 · 
2016 · 
2017 ·
2018 ·
2019 ·
2020 ·
2021 ·
2022 ·
2023 ·
2024 ·
2025
Belangrijkste etappewedstrijden

Internationaal Wegcriterium · Driedaagse Brugge-De Panne · Ronde van de Alpen · Vierdaagse van Duinkerke · Ronde van Beieren · Ronde van Noorwegen · Ronde van België · Ronde van Luxemburg · Ronde van Oostenrijk · Ronde van Wallonië · Ronde van Burgos · Ronde van Denemarken · Arctic Race of Norway · Ronde van Groot-Brittannië
Belangrijkste eendaagse wedstrijden

Trofeo Laigueglia · GP Lugano · GP Nobili Rubinetterie · Dwars door Vlaanderen · Scheldeprijs · Brabantse Pijl · GP Kanton Aargau · Brussels Cycling Classic · GP Fourmies · Primus Classic Impanis-Van Petegem · Ronde van de Drie Valleien · Milaan-Turijn · Ronde van Piemonte · Ronde van het Münsterland · Ronde van Emilia · Parijs-Tours · GP Bruno Beghelli